# 加州紅

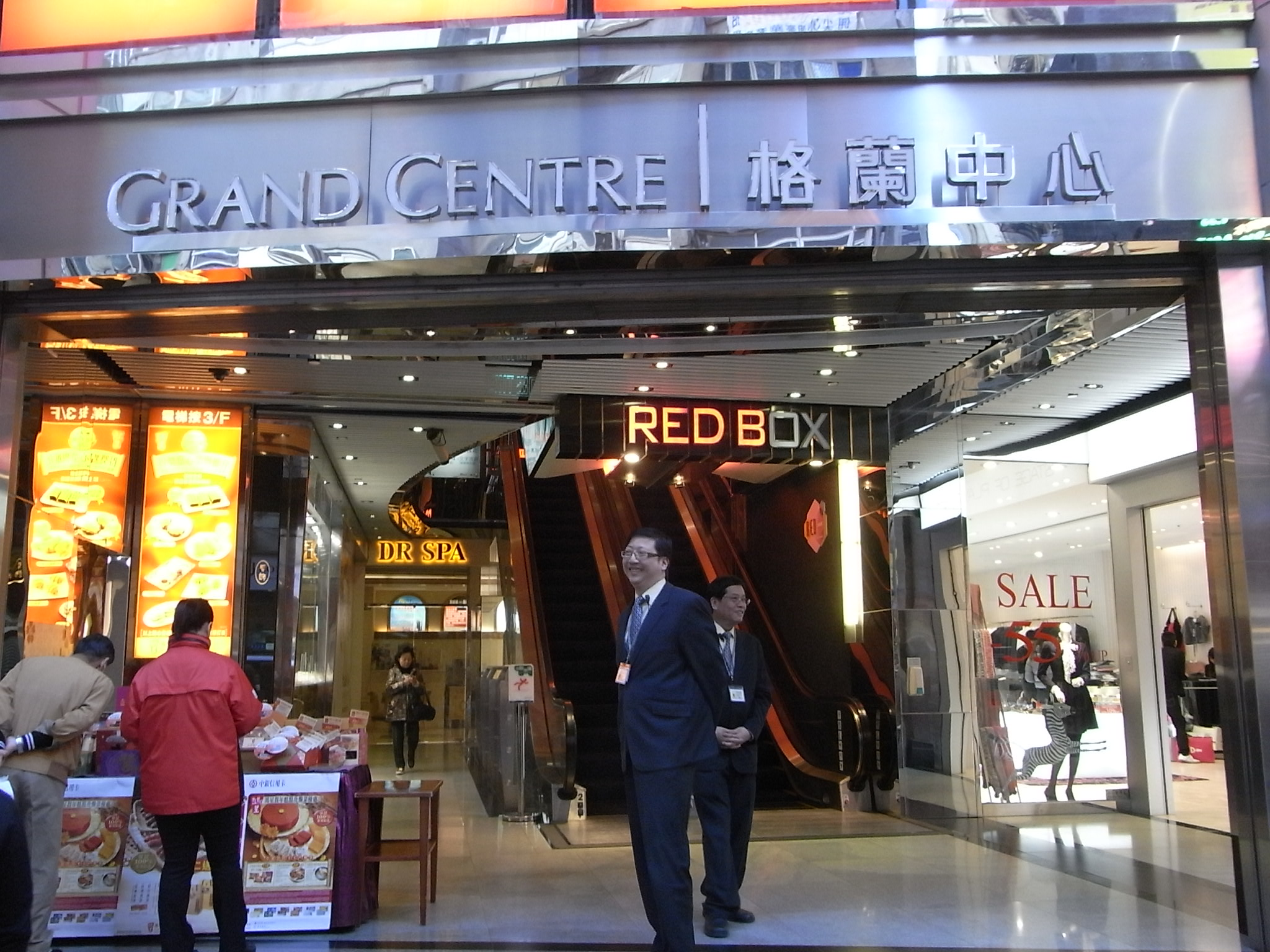
香港尖沙咀加拿芬道的加州紅分店

加州紅是一家1992年於香港成立的卡拉OK集團，過往曾經在香港、中國大陸和馬來西亞擁有業務，但目前香港區業務已被其競爭對手Neway收購。全盛時期，加州紅在香港共有18間分店。加州紅創辦人為駱國安，他亦擔任加州紅行政總裁及香港餐飲聯業協會主席。

## 發展歷史
加州紅在香港成立，當時第一間分店選址為世紀酒店Red Box，加州紅也是全港第一間中文電腦選曲系統，並提供餐飲服務的卡拉OK店。
1995年加州紅首先與唱片公司合作，出資推出鐳射影碟，並於某時段獲優先權播放的方式，瞬即全城哄動，其他對手爭相效法，但其後導致香港幾間卡拉OK集團的惡性競爭和倒閉，導致香港卡拉OK市場只剩下加州紅和Neway兩個集團，形成寡頭壟斷。
2000年加州紅正式進行「客戶分層」的改革——將各分店細分為「Red Box」和「Green Box」，於裝修或服務方面各有特色。2003年位於各區開設分店，由13間分店擴展至18間，其網站稱之為「十八團隊」。同年設立「Red Box Plus」，將獨立海景K套房率先引入市埸，成為社交名人的聚腳地。
2004年4月，加州紅引入全新「GreenBox遊樂場」，將年青人喜愛的玩意如PS2，Snapshot，糖果Buffet，電影Trailer，明星牆紙等引入「GreenBox遊樂場」。2004年6月正式成立綠蘋果正能量少年團，藉此招募年輕唱K一族，唱K之餘與歌星一起做有意義的義工活動。同年12月推出「點紅點綠積分會」（dot.Red dot.Green積分會），讓顧客可憑唱K累積的分數，即場於各分店的智能換領站換取唱K優惠、禮券、獎品等。
2007至08年間，加州紅設立新品牌「K歌站」，並將原有的荃灣荃勝GreenBox、元朗GreenBox、淘大花園GreenBox連同新開設的大角咀新九龍廣場分店統一以「K歌站」品牌營運。「K歌站」的其中一個特色是免費無限次添飲無酒精飲品，並不是傳統每位顧客只會免費包兩杯無酒精飲品。加州紅亦推出部份歌曲的「專業試唱」版，所謂「專業試唱」是指其音樂、MV也與普通版相同，唯獨是沒有卡拉OK的字幕，只有原版MV的字幕。
早於2000年間，加州紅與Neway成立「同成發展有限公司」，共同向不同唱片公司洽談歌曲版權，但因Neway於2008年單方面中止同成的運作，並私下與部份唱片公司洽談獨家歌權（例如金牌大風、東亞唱片 (集團)、A Music等），再加上早年環球唱片 (香港)及旗下品牌（新藝寶唱片、正東唱片及上華唱片(香港)）聯同華納唱片 (香港)及索尼音樂娛樂 (香港)等唱片公司成立卡拉OK版權代理公司K-net並自行售賣卡拉OK試唱權與酒吧及獨立經營之卡拉OK系統，故此加州紅失去了上述唱片公司歌手之歌曲試唱權。這些歌手的歌曲都不能在加州紅播放，亦導致加州紅市場佔有率進一步萎縮。
2006年尾，加州紅先後在葵芳新都會廣場和黃埔聚寶坊開設YO Park。
2008年尾，加州紅與K-net達成合作協議，加州紅斥資港幣1,200萬，透過K-net簽定三大國際唱片公司（環球唱片及其下品牌（新藝寶唱片、正東唱片及上華唱片(香港)）、華納唱片(香港)及索尼音樂娛樂(香港)）所有新舊歌曲之播放權，亦因此於不同時段向顧客徵收額外港幣1至7元的「歌權費」。
2009年加州紅推出「叻Book」服務，顧客可於網上預訂房間，以及預訂派對套餐。會員亦可透過其網站或分店內之點歌系統版面挑選「會員之歌」，以節省選曲時間；此外，會員還可以上載最多十條Youtube短片連結到其網站，然後可於各分店觀賞。同年更成立經理人公司，張智成為首位加盟的歌手，加州紅負責其商演、代言活動安排。

### 被同業收購
2010年2月22日，外界有傳Neway將會收購加州紅。Neway最終於3月7日完成收購，作價達九位數字，外界預料此舉會壟斷香港卡拉OK行業，而行政總裁駱國安亦於同年3月1日離職，加州紅大部份高層亦被辭退。
起初，Neway表示會繼續使用加州紅品牌，但於收購後三個月內，Neway卻不斷將加州紅的分店結業或是變成Neway名下。收購後除了引起市民對壟斷及Neway會否加價等問題的關注外，還有原加州紅的優惠過渡問題：原本由加州紅發出的現金券，在已改稱Neway的前加州紅分店都不能使用，只能到當時僅存的元朗分店使用，但當元朗分店亦宣告結業後，Neway並沒有再提及原加州紅的優惠券可於哪裏使用。而Neway亦宣佈將「點紅點綠積分會」取消，所有積分咭於2010年5月3日起停止使用。持咭人可以於同年6月30日前，以10換1的方式（捨去餘數）將積分轉換至Neway的k-Fun系統內。
不過，Neway只是收購加州紅香港區的業務。馬來西亞加州紅表示，馬來西亞的加州紅與香港加州紅仍屬獨立運作，並且有當地股東坐鎮，故是次收購事件中，馬來西亞的加州紅沒有受到影響。

## 分店

### 香港
自Neway於2010年3月初宣佈收購加州紅後，初時Neway將原有加州紅分店統一稱為「Red Box」，但隨後陸續把分店結束或轉為Neway名義繼續經營。直至2010年5月31日，最後一間以加州紅名義經營的分店——元朗Red Box（前稱「元朗K歌站」）結業，代表加州紅正式結束其18年生涯。

### 馬來西亞
香港加州紅於馬來西亞成立分店，目前共有11間分店，其唯一主要對手仍為Neway。在馬來西亞經營的3種不同的分店如下：
- Red Box：7間
- Red Box Plus：1間
- Green Box：3間

## 中國分店商標的爭議
加州紅於廣州的分店名為紅點Red Box，因為加州紅的商標早已被中國公司註冊，並以非常類似的名稱經營卡拉OK業務。因為紅點成立日期較中國公司經營的加州紅為晚，因此不少民眾誤以為中國公司經營的加州紅是港資的公司。

## 外部連結
- 廣州紅點量販式KTV